# Saprolegnia diclina
Saprolegnia diclina Humphrey – gatunek organizmów grzybopodobnych zaliczanych do lęgniowców. Grzyb wodny, u ryb wywołujący chorobę zwaną saprolegniozą.

## Systematyka i nazewnictwo
Pozycja w klasyfikacji według Index FungorumSaprolegnia, Saprolegniaceae, Saprolegniales, Saprolegniidae, Peronosporea, Incertae sedis, Oomycota, Chromista.
Synonimy
- Saprolegnia diclina var. minima Cejp, 1959
- Saprolegnia diclina var. numerosa Cejp, 1959

## Charakterystyka
W fazie bezpłciowej Saprolegnia parasitica uwalnia pływki (zoospory). W ciągu kilku minut pływka otorbia się, kiełkuje i uwalnia kolejną pływkę z dwoma różniącymi się wiciami. Druga pływka żyje dłużej; porusza się w wodzie szukając pokarmu, a jeśli go nie znajdzie znów otorbia się i uwalnia nową pływkę. Proces ten zwany poliplanetyzmem może powtarzać się 6-krotnie. Kiedy pływka znajdzie odpowiednie podłoże, za pomocą otaczających ją włosków przyczepia się do niego i może rozpocząć fazę rozmnażania płciowego. Po skolonizowaniu podłoża wytwarza męskie i żeńskie gametangium: (plemnię (anterydium) i lęgnię (oogonium). Te łączą się ze sobą za pomocą włostka. W wyniku zapłodnienia powstaje zygota, a z niej oospora.
Zakażenia ryb dokonują głównie pływki. Po przyczepieniu się do powierzchni ciała ryby z pływki tworzy się grzybnia, która wrasta do ciała ryby, do jej naczyń krwionośnych, mięśni i innych tkanek. Na powierzchni ciała ryby powstają widoczne białe lub szare plamy grzybni. Po skolonizowaniu ciała ryby następuje bezpłciowe (bardziej produktywne) lub płciowe rozmnażanie patogenu.
Badania wykazały, że Saprolegnia diclina toleruje stężenia roztworu NaCl do 12000 μg /ml. Niskie dawki roztworu NaCl stymulują wytwarzanie proteazy przez S. diclina, ale wyższe dawki znacząco ją hamują.
|  |  |  |  |

## Występowanie
Saprolegnia diclina jest szeroko rozpowszechniona, głównie w wodach na obszarze o klimacie umiarkowanym (Europa, Chile, Japonia i Kanada), występuje również w Polsce. Atakuje ryby dziko żyjące, hodowane w stawach i akwariach.
Należy do grupy gatunków Saprolegnia prowadzących pasożytniczy tryb życia. Pasożytem jest również blisko z nią spokrewniona Saprolegnia parasitica.